# 肉质双盖蕨
肉质双盖蕨（学名：Diplazium succulentum）也称肉质短肠蕨，为蹄盖蕨科双盖蕨属下的一个种。